# Tapinoma arnoldi
Tapinoma arnoldi é uma espécie de formiga do gênero Tapinoma.